# Inga Ålenius
Inga Maria Ålenius (Stoccolma, 15 maggio 1938 – Helsingborg, 24 aprile 2017) è stata un'attrice svedese, nota principalmente per il ruolo di Lisen nel film Fanny e Alexander.

## Biografia
Nativa di Stoccolma, da giovane frequentò una scuola di recitazione a Norrköping. Iniziò poi a recitare in svariati teatri a Västerås e a Göteborg. Il suo primo ruolo cinematografico accreditato fu quello nel film Under ditt parasoll (1968), con protagonisti gli Sven-Ingvars.
Fu selezionata dal regista Ingmar Bergman per il ruolo di Lisen nel film Fanny e Alexander (1982). Lavorò anche in televisione, in particolare interpretando Astrid nella più lunga serie svedese di sempre Hem till byn. Nei primi anni novanta fu impegnata in diversi ruoli a fianco dell'attore Nils Poppe.
Dopo aver compiuto i 70 anni si trasferì nella città di Helsingborg. Affetta da malattia, è morta il 24 aprile 2017 all'età di 78 anni.

## Filmografia parziale
- Fanny e Alexander (Fanny och Alexander), regia di Ingmar Bergman (1982)
- Con le migliori intenzioni (Den goda viljan), regia di Bille August (1992)
- L'amore non basta mai (Masjävlar), regia di Maria Blom (2004)